# 科貝克角

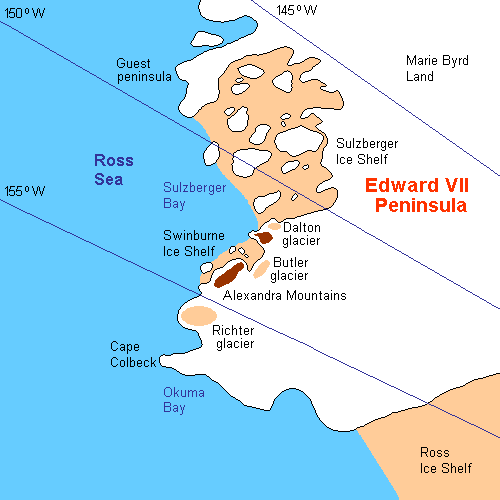

77°7′S 158°1′W / 77.117°S 158.017°W
科貝克角（英語：Cape Colbeck）是南極洲的海岬，位於愛德華七世地北端，屬於馬里伯地的一部分，在1902年1月由英國探險隊發現，現時由南極條約體系管理。